# Левин, Владимир Львович
Влади́мир Льво́вич Ле́вин (31 марта 1938, Москва — 7 декабря 2012, там же) — советский и российский математик, доктор физико-математических наук, профессор. Лауреат премии имени В. С. Немчинова.

## Биография
Родился в семье аграрного экономиста Ревекки Сауловны Левиной (1899—1964) и нейроэндокринолога Льва Наумовича Карлика (1898—1975). Брат — Михаил Львович Левин (1921—1992), физик.
В 1960 году окончил механико-математический факультет Московского государственного университета по специальности «математика», в 1965 году — аспирантуру, защитил кандидатскую диссертацию на тему «Тензорные произведения и функторы в категориях банаховых пространств, определяемые KB-линеалами», после чего стал работать в Центральном экономико-математическом институте АН СССР. В 1965 году защитил докторскую диссертацию на тему «Выпуклый анализ в функциональных пространствах и его применение в теории меры и экстремальных задачах». В 1992—1996 годах был профессором Российской экономической школы. В 1999 году стал главным научным сотрудником лаборатории математической экономики ЦЭМИ.

## Научная деятельность
В область научных интересов Левина входили математическая экономика, функциональный анализ, выпуклый анализ, экстремальные задачи, многозначные отображения.
Руководил рядом грантов INTAS, Российского фонда фундаментальных исследований, Российского гуманитарного научного фонда. В 1993—2008 годах был членом редакторской коллегии журнала «Set-Valued Analysis», в 1994—2012 годах — журнала «Journal of Convex Analysis».
Является автором более ста двадцати научных работ.

## Признание
- 2008 — лауреат премии имени В. С. Немчинова за цикл работ по проблеме Монжа-Канторовича и её применениям, изданных в 1990—2006 годах.